# Hillbilly Moon Explosion
Hillbilly Moon Explosion – szwajcarski zespół rockabilly założony w 1998 roku w Zurychu przez Olivera Baroni i Emanuelę Hutter. Grupa znana jest z łączenia klasycznego rockabilly z elementami rock and rolla, jump bluesa, swingu, country, surf rocka oraz psychobilly.

## Historia
Zespół powstał w 1998 roku, gdy Oliver Baroni, po rozpadzie swojej wcześniejszej formacji Hillbilly Headhunters, nawiązał współpracę z włosko-szwajcarską wokalistką Emanuelą Hutter, znaną z projektu MD Moon. Do pierwszego składu dołączyli również gitarzysta Pat Matteo oraz perkusista Aad Hollander, obaj związani wcześniej z Hillbilly Headhunters. W 2006 roku, po wydaniu albumu All Grown Up, do zespołu dołączyli gitarzysta Duncan James oraz perkusista Luke Weyermann, którego później zastąpił Sylvain Petite.
Hillbilly Moon Explosion koncertowali w wielu krajach Europy, m.in. w Niemczech, Francji, Hiszpanii, Włoszech, Finlandii, Słowenii, Chorwacji, na Węgrzech, w Polsce, Austrii oraz Wielkiej Brytanii. W 2010 roku wystąpili jako support przed Jeffem Beckiem w paryskiej Olympii. W latach 2018 i 2019 odbyli tournée po zachodnim wybrzeżu USA.

## Styl muzyczny
Hillbilly Moon Explosion łączą tradycyjne brzmienia rockabilly z wpływami psychobilly, surf rocka, country oraz punku. Charakterystyczne dla zespołu są duety wokalne Baroni i Hutter, które nadają ich muzyce unikalny klimat. Współpraca z Markiem "Sparky" Phillipsem z brytyjskiej grupy psychobilly Demented Are Go zaowocowała kilkoma duetami, m.in. w utworze "My Love for Evermore" z albumu Buy, Beg or Steal (2011), a także na płytach Damn Right Honey! (2013) i With Monsters and Gods (2016). 

## Skład zespołu
- Emanuela Hutter – wokal, gitara rytmiczna
- Oliver Baroni – wokal, kontrabas
- Duncan James – gitara prowadząca, wokal
- Sylvain Petite – perkusja

## Dyskografia
Zespół wydał płyty:

### Albumy i kompilacje
- Introducing The Hillbilly Moon Explosion (2003)
- Bourgeois Baby (2004)
- By Popular Demand: The Basement Tapes (1999–2005) (2005)
- All Grown Up (2007)
- Raw Deal (2010)
- Buy, Beg or Steal (2011)
- Damn Right Honey! (2013)
- French Kiss avec Arielle Dombasle (2015)
- My Love for Evermore (2015)
- With Monsters and Gods (2016)
- The Sparky Sessions feat. Mark “Sparky” Phillips (2019)
- Back In Time (2024)

### Single
- My Love for Evermore (2011)
- How Soon Is Now (2023)